# Samuel Colman

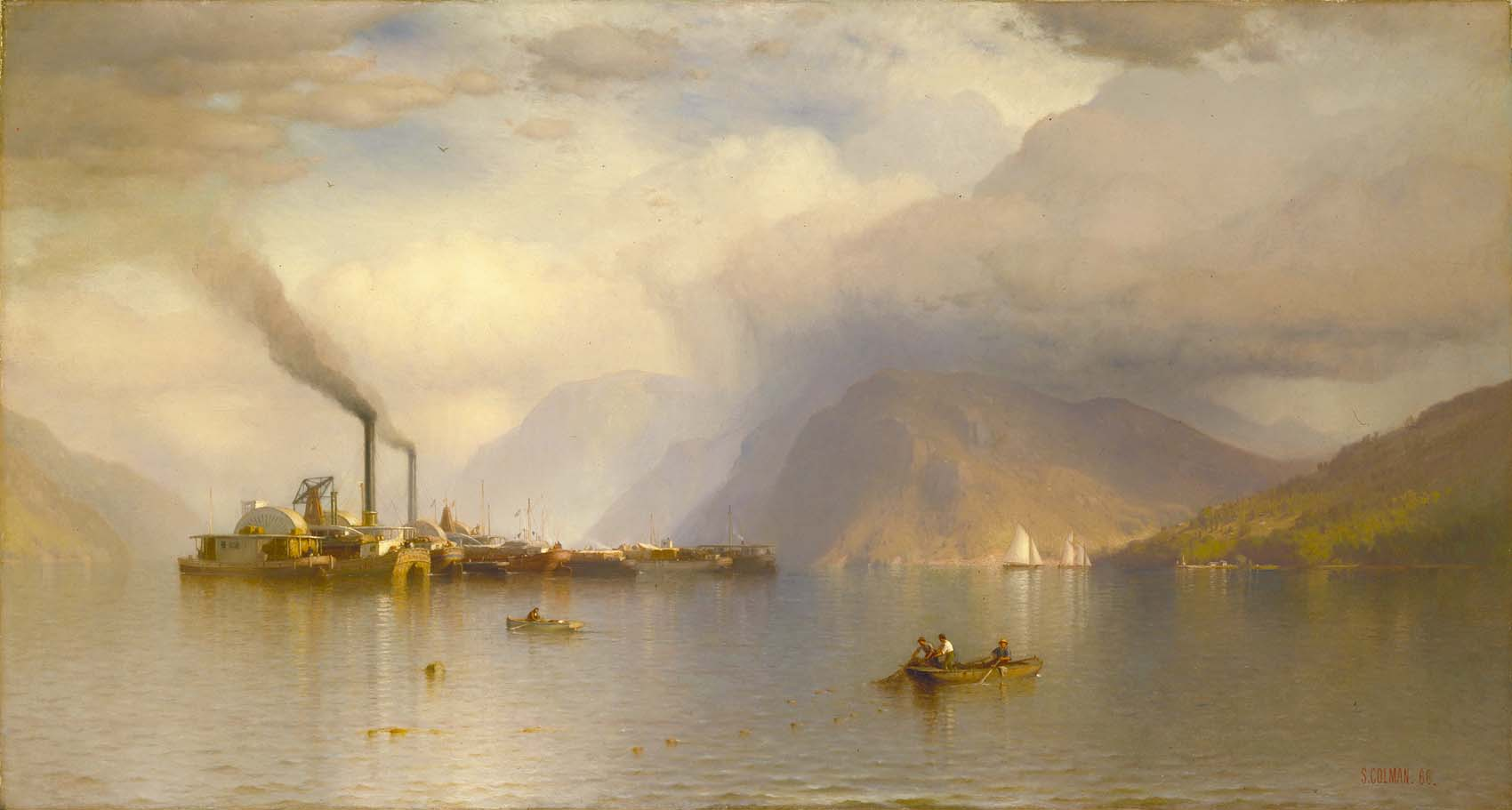
Monte Rei da Tempestade junto ao Rio Hudson

Samuel Colman (Portland, 4 de março de 1832 - Nova Iorque, 26 de março de 1920) foi um escritor e pintor dos Estados Unidos, um dos membros destacados da Escola do Rio Hudson.

## Biografia
Mudou-se com a família para Nova Iorque ainda criança. Ali seu pai abriu uma livraria que se tornou ponto de encontro de intelectuais. Pode ter sido aluno de Asher Durand na pintura. Por volta de 1850 mostrou seus primeiros trabalhos na Academia Nacional de Desenho. Em 1854 abriu seu próprio atelier e foi co-fundador e primeiro presidente da American Watercolor Society, e membro do New York Etching Club.
Foi um viajante inveterado, conhecendo a Europa, Oriente e o interior dos Estados Unidos. Sua obra se divide entre o paisagismo típico da Escola do Rio Hudson e outras composições mais ao gosto romântico e sentimental da época, com vistas de castelos, arcos e ruínas exóticas. Perto do fim da vida trabalhou também como designer de interiores e colecionador de arte asiática. Escreveu dois livros, sobre geometria e arte.